# Ferenc-halmi Szűz Mária- és Nepomuki Szent János-kápolna
A Ferenc-halmi Szűz Mária- és Nepomuki Szent János-kápolna Budapest egyik műemlék temploma, mely a Budakeszi úton található, a Magyar Nemzeti Digitális Archívum és Filmintézet szomszédságában, a Ferenc-halmon.

## Története
Az egyhajós kápolna 1821-ben épült Kalmárffy Ignác (Buda örökös bírája) és neje, Reinprecht Katalin telkén és költségén.
Az 1822. október 6-án Szűz Mária és Nepomuki Szent János tiszteletére felszentelt épületet valamiféle félreértés miatt hosszú ideig Szent László-kápolna néven jegyezték. A kápolna egyes elmondások alapján részben az egykori pálos kolostor köveinek felhasználásával készült el.
A kis kápolnának Sissi is gyakori látogatója volt, mikor gyermekeivel, Gizellával és Rudolffal 1866-ban a szomszédos Kochmeister-villában töltötték a nyarat, Kochmeister Frigyes báró invitálására.
Amikor 1927-ben a főváros Kalmárffy örököseitől megvásárolta a kápolnát, szépen restaurálták és oldalsekrestyével bővítették. A Nepomuki Szent János képét ábrázoló főoltárképet Raksányi Rezső készítette. Belső berendezése a fa karzattal még a II. világháború idején is sértetlen maradt. Pusztulása ezután kezdődött, s később egy tűzeset is tovább rontott állapotán.
Az ingatlant 1927-ben a főváros megvásárolta, a kápolnát sekrestyével bővítette. Ekkor a hárshegyi cserkésztábor tartotta benne istentiszteleteit.
A II. világháború után az épület évtizedekig gazdátlanul állt, állapota súlyosan leromlott. Helyreállítására 1968-69-ben került sor, amikor az Országos Műemlék Felügyelet restaurátor műhely céljára alakította át. A felújítás során végzett kutatással állapították meg azt, hogy a kápolna építéséhez az elfogadott történet ellenére nem használták fel a pálos kolostor köveit.
2011-ben az épület a Magyar Máltai Szeretetszolgálat tulajdonába került, akik gyerekek részére szeretnének itt foglalkoztatót, valamint a felügyelőknek vizesblokkal ellátott szobákat létesíteni. A szabályozási tervek alapján a kápolna bővítését a föld alatt kívánják megvalósítani.

## Épület
Az épületet Budapest egyetlen jelentős protoromantikus építészeti emlékeként tartják számon. A 19. század elejének sajátos, gótizáló épületei az egész országban viszonylag ritkák, ez avatja a kápolnát különleges értékű műemlékké. A kápolnát már 1924-ben a Főváros védendő épületeinek listáján szerepeltették.
A kéttornyos, neogótikus kápolnához pár lépcső vezet fel az úttól, melyet rozsdás vaskapu és szögesdrótos kerítés véd a betolakodók ellen. Szép, fehér homlokzatán szolid díszítések láthatók. Ablakait rács fedi. A tornyok között az oromzaton Kalmárffy és Reinprecht család címere látható. A főhomlokzat két rizalit módjára előreugró tornya kulisszaszerű oromfalat fog közre. A gúla alakú kősisakban végződő tornyok párkányát csonka féloszlopok sora támasztja alá, a sarkokat háromnegyed oszlopok hangsúlyozzák. A kisebb-nagyobb oszlopfők párnatagok és gyűrűk együtteséből állnak. A torony főpárkánya egy rövid szakaszon az oromfalra is átfordul. A főhomlokzat az épületen körülfutó főpárkány övpárkányaként osztja két szintre. A bejárati kapu szemöldökét és a félkörös kórusablak mellvédmezőjét gótizáló ívsorok díszítik. A tornyok földszintjén csúcsíves falmezőket, az emeleten csúcsíves ablakokat találunk. Az oromfalat óraablak és a kápolna oldalhomlokzati egyszerű keretezés tagolja, a hajó és a szentély mindkét oldalán egy-egy csúcsíves ablak nyílik.
A belső teret egyszerűen tagozott vállpárkány felett teknő-, illetve csúcsíves dongaboltozat fedi. A bejárat felett két vasoszlopon nyugvó karzatot találunk, melyre falépcső vezet fel. A korábbi restaurátor műhely mellékhelyiségeit alakították ki a sekrestyében, mely később elbontásra került. Az egykori berendezésből semmi sem maradt, csupán az oltár architektúrája található a helyén.